# Sterijino
Sterijino (serbisch Стеријино / Sterijino, ungarisch Valkai sor) ist ein Dorf in Serbien in der autonomen Provinz Vojvodina, im Okrug Severni Banat. Sie gehört der Opština Ada an.

## Bevölkerung
1991 hatte das Dorf 305 Einwohner, davon waren 
- 294 Ungarn (96,7 %)
- 4 Serben (1,3 %)
- 2 Jugoslawen
- 1 Slowene
- 1 Sonstiger
- 3 Unbekannt.

2002 hatte das Dorf 234 Einwohner, davon waren
- 222 Ungarn (94,9 %)
- 6 Serben (2,6 %)
- 6 unbekannt.